# Denis Scherbitski
Denis Nikolaïévitch Scherbitski (en russe : Денис Николаевич Щербицкий) ou Dzianis Mikalaïévitch Shcharbitski (en biélorusse : Дзяніс Мікалаевіч Шчарбіцкі) est un footballeur international biélorusse né le 14 avril 1996 à Minsk. Il évolue au poste de gardien de but au BATE Borisov.

## Biographie

### Carrière en club
Natif de Minsk, Denis Scherbitski est formé dans un premier temps au sein de l'école de football du Partizan Minsk avant de rejoindre celle du BATE Borisov, où il se distingue dans les équipes de jeunes, disputant notamment l'UEFA Youth League lors des saisons 2014-2015 et 2015-2016. Il fait finalement ses débuts en équipe première le 7 juillet 2016 lors d'un match de championnat contre l'Isloch Minsk Raion, à l'âge de 20 ans.
Il s'impose comme titulaire à partir de l'exercice 2017, ses performances lui permettant d'être élu meilleur gardien du championnat tandis que le BATE remporte la compétition.
Peu après le début de la saison 2019, Scherbitski subit une grave blessure à l'épaule qui l'éloigne des terrains pour le reste de l'année.

### Carrière internationale
Régulièrement sélectionné dans les équipes de jeunes de la Biélorussie, Denis Scherbitski est appelé pour la première fois au sein de la sélection A par Igor Kriouchenko au mois de juin 2017. Il doit cependant attendre le 9 juin 2017 pour connaître sa première sélection à l'occasion d'un match amical face à la Finlande.

## Statistiques
| Saison                | Club                  | Championnat           | Championnat | Championnat | Coupe(s) nationale(s) | Coupe(s) nationale(s) | Compétition(s) continentale(s) | Compétition(s) continentale(s) | Compétition(s) continentale(s) | Total | Total |
| Saison                | Club                  | Division              | M.          | B.          | M.                    | B.                    | Comp.                          | M.                             | B.                             | M.    | B.    |
| 2016                  | BATE Borisov          | D1                    | 5           | 0           | -                     | -                     | -                              | -                              | -                              | 5     | 0     |
| 2017                  | BATE Borisov          | D1                    | 23          | 0           | 3                     | 0                     | C1+C3                          | 4+8                            | 0                              | 38    | 0     |
| 2018                  | BATE Borisov          | D1                    | 26          | 0           | 6                     | 0                     | C1+C3                          | 6+6                            | 0                              | 44    | 0     |
| 2019                  | BATE Borisov          | D1                    | 10          | 0           | -                     | -                     | C3                             | 2                              | 0                              | 12    | 0     |
| 2020                  | BATE Borisov          | D1                    | 14          | 0           | 2                     | 0                     | C3                             | 1                              | 0                              | 17    | 0     |
| 2021                  | BATE Borisov          | D1                    | -           | -           | -                     | -                     | -                              | -                              | -                              | 0     | 0     |
| Total sur la carrière | Total sur la carrière | Total sur la carrière | 78          | 0           | 11                    | 0                     | -                              | 27                             | 0                              | 116   | 0     |

## Palmarès
BATE Borisov
- Champion de Biélorussie en 2016, 2017 et 2018.
- Vainqueur de la Supercoupe de Biélorussie en 2017.